# تناجر متوج أخضر
تناجر متوج أخضر (الاسم العلمي: Tangara meyerdeschauenseei)، هو نوع من الطيور يتبع فصيلة التناجر ضمن رتبة العصفوريات.